# 10738 Marcoaldo
10738 Marcoaldo è un asteroide della fascia principale. Scoperto nel 1988, presenta un'orbita caratterizzata da un semiasse maggiore pari a 2,3319917 UA e da un'eccentricità di 0,0659536, inclinata di 6,11579° rispetto all'eclittica.